# Viorel Burlacu
Viorel Burlacu (n. 21 februarie 1942, Lucăcești, județul Bacău) este un inginer și un fost om politic român. Viorel Burlacu a fost deputat în legislaturile 1992-1996 și 1996-2000, ales în circumscripția electorală nr.28 Neamț pe listele partidului PRM. Viorel Burlacu este președintele filialei județene Neamț a Fundației Mareșal Ion Antonescu. În legislatura 1996-2000, Viorel Burlacu a fost membru în grupurile parlamentare de prietenie cu Republica Slovacă, Republica Portugheză și Republica Lituania.